# باگاو
باگاو (به لاتین: Baggao) یک منطقهٔ مسکونی در فیلیپین است که در کاگایان واقع شده‌است.